# Ponta Lebre
A Ponta Lebre é uma formação geológica costeira de São Tomé e Príncipe, localizado na ilha de São Tomé, a Este da província de Cantagalo. Este acidente geológico localiza-se entre a Praia do Amador e o Ilhéu Santana.